# Bernardino Fernández de Quiñones y Enríquez

Escudo de los condes de Luna

Bernardino Fernández de Quiñones y Enríquez (León, c. 1462 – La Overuela, 11 de octubre de 1492) fue un destacado noble leonés y II conde de Luna, perteneciente a la influyente Casa de Quiñones. Su rol en la corte castellana y su participación en la Guerra de Granada subrayaron su lealtad y proximidad a los Reyes Católicos, consolidando su influencia en la política de la época.

## Origen y Familia
Nació alrededor de 1462 en León, probablemente en el histórico Palacio de Palat de Rey. Fue hijo de Diego Fernández de Quiñones, I conde de Luna, y de Juana Enríquez de Guzmán, ambos influyentes en la nobleza leonesa de la época y relacionados con los linajes más destacados de Castilla. La Casa de Quiñones, a la cual pertenecía, gozaba de gran poder y prestigio en el Reino de León y en Castilla, derivado de su extenso patrimonio y de alianzas estratégicas con otros linajes nobles, consolidando así su lugar en la Corona castellana.
En este contexto, la familia Quiñones, junto con otras casas nobles, se encontraba frecuentemente en tensión con los Reyes Católicos debido a las políticas de estos para limitar el poder nobiliario en sus territorios. Diego Fernández de Quiñones, el padre del conde, enfrentó especialmente estas restricciones, viéndose obligado a ceder derechos y propiedades clave en Asturias, como las fortalezas de Oviedo y Tineo, y la Merindad Mayor de Asturias. La pérdida de estas posesiones en favor de la Corona marcó un golpe significativo para la influencia de los Quiñones en la región y reflejó la política de los monarcas de centralización y control sobre el poder nobiliario.
Además de estos conflictos territoriales, Diego y su hijo Bernardino enfrentaron tensiones con el Concejo de León, debido a las frecuentes intervenciones de la familia en asuntos ciudadanos, así como con las iglesias de San Isidoro de León y Astorga, y con los monasterios de Otero de las Dueñas y Carrizo. Estos conflictos reflejan las complejidades de la relación entre la nobleza y las instituciones locales y religiosas, que buscaban limitar la injerencia de los señores feudales en sus dominios.

## Carrera Militar y Participación en la Guerra de Granada
Bernardino tuvo una destacada participación en la Guerra de Granada, conflicto crucial para la consolidación del poder de la monarquía en la península ibérica. Su contribución comenzó en 1482, cuando envió tropas para apoyar la defensa de Alhama, una de las primeras y más significativas batallas de esta guerra. Entre 1482 y 1484, el conde continuó aportando recursos y hombres para fortalecer la ofensiva cristiana contra los reinos musulmanes en el sur de la península.
En 1487, estuvo presente en la toma de Vélez-Málaga, donde resultó herido, en una acción que tuvo un impacto significativo en la guerra. Esta batalla fue estratégica, pues Vélez-Málaga, una ciudad fortificada, protegía la entrada al reino de Granada, y su conquista permitió a las fuerzas cristianas avanzar hacia otras posiciones. Posteriormente, también participó en la toma de Málaga, y, como reconocimiento a su lealtad y valor, fue encargado de la custodia de las torres y puertas de la ciudad, responsabilidad otorgada directamente por los Reyes Católicos y que reflejaba la confianza de la monarquía en su capacidad para administrar y defender territorios conquistados.
Ese mismo año, como reconocimiento a su servicio militar y a su lealtad, fue nombrado contino real, un título otorgado a aquellos nobles que servían en la corte de manera permanente, aumentando así su cercanía e influencia con los Reyes Católicos. La figura de los continos era crucial para la monarquía, ya que incluía a militares de confianza que apoyaban directamente la estrategia del rey en sus campañas de expansión y consolidación territorial.
La participación de Bernardino en la Guerra de Granada no solo fortaleció su relación con la Corona, sino que también consolidó la posición de la Casa de Quiñones en Castilla, al contribuir decisivamente a la victoria sobre el reino nazarí y al proceso de Reconquista. Su participación en la guerra se convirtió en una parte integral de su legado, demostrando su compromiso con la unificación de España bajo el gobierno de los Reyes Católicos y garantizando para su linaje el favor real en los años posteriores a la contienda.

## Sucesión en el Condado de Luna y Conflictos Hereditarios
En 1491, Bernardino heredó el título de II conde de Luna tras la muerte de su padre, Diego Fernández de Quiñones, I conde de Luna. La sucesión marcó el inicio de un período de disputas familiares y conflictos legales, ya que el conde buscaba preservar y expandir el control sobre los bienes y territorios que consideraba parte del patrimonio principal de su familia.
Uno de los conflictos más relevantes fue el pleito que inició para reclamar el señorío de los Quiñones de Valdejamuz, un territorio que había sido otorgado a una rama secundaria de la familia, encabezada por Suero de Quiñones, famoso por su participación en el "Paso Honroso". Bernardino argumentaba que este señorío, debido a su importancia histórica y económica, debía permanecer en la línea principal de la familia. Este pleito se prolongó sin resolución definitiva debido a la resistencia de otras ramas familiares que también reclamaban derechos sobre Valdejamuz.
Además de este litigio, el conde enfrentó problemas con el Concejo de León y los monasterios cercanos, en particular con el Monasterio de San Isidoro de León y otros monasterios de la región, como los de Otero de las Dueñas y Carrizo, que se oponían a las pretensiones de los Quiñones sobre ciertos bienes y derechos territoriales. Estos conflictos reflejaban la tensión entre la alta nobleza y las instituciones locales y eclesiásticas, que buscaban limitar la expansión del poder feudal sobre sus propiedades.
La disputa por Valdejamuz y otros bienes familiares formaba parte de un contexto más amplio de conflicto dentro de la aristocracia leonesa y de las políticas de los Reyes Católicos, quienes intentaban limitar el poder nobiliario mediante la centralización y el control directo de bienes y territorios. Los monarcas habían implementado reformas para reducir las propiedades y privilegios de las familias más poderosas, y la Casa de Quiñones fue una de las afectadas, enfrentando pleitos que desgastaron su posición y derechos.
Aunque estos conflictos no se resolvieron durante la vida de Bernardino, reflejaron la compleja relación entre los intereses nobiliarios y el poder real, así como las luchas internas de la propia familia Quiñones para mantener el control sobre un vasto y disperso patrimonio en León y Asturias. Este legado y las tensiones de poder pasarían a su hijo y sucesor, Francisco, quien se convertiría en el III conde de Luna y continuaría el esfuerzo por preservar los derechos familiares en un entorno político cada vez más controlado por la monarquía.

## Muerte y Testamento
Gravemente enfermo, el conde redactó su testamento el 2 de octubre de 1492 en la localidad de Loberuela, Valladolid. Consciente de la inestabilidad de su salud a sus treinta años, buscó asegurar la sucesión y administración de sus bienes en un documento detallado que reflejaba su deseo de preservar el legado de la Casa de Quiñones. En este testamento, dispuso la distribución de sus propiedades, otorgando la mayor parte a su hijo Francisco, el heredero designado y futuro III conde de Luna, además de incluir disposiciones para sus hijas y la protección de los intereses de la familia en la corte.
Pocos días después, el conde falleció. El 11 de octubre de 1492, los Reyes Católicos emitieron una comunicación oficial a los alcaides y administradores de las fortalezas de la familia, informándoles de su muerte y dando instrucciones sobre la administración temporal de las propiedades hasta que su hijo alcanzara la mayoría de edad. Este acto reflejaba el interés de la Corona en controlar la sucesión de bienes nobiliarios y garantizar la estabilidad en territorios estratégicos bajo familias influyentes como los Quiñones.
El testamento también incluía disposiciones específicas para la protección y conservación de los bienes familiares, en particular aquellos en León y Asturias, que habían sido objeto de múltiples pleitos y reclamaciones. Para evitar nuevas disputas, el conde estipuló claramente que el condado de Luna debía pasar íntegramente a su hijo Francisco, a fin de consolidar los dominios principales de la familia bajo un solo heredero. Con esta medida, buscaba evitar fragmentaciones que pudieran debilitar la posición de los Quiñones en Castilla.
La muerte del conde en 1492 tuvo un simbolismo importante, coincidiendo con el final de la Reconquista con la toma de Granada y el inicio de la expansión de España hacia las Américas. A su fallecimiento, el control de sus bienes quedó temporalmente bajo supervisión real, en un contexto donde la Corona buscaba centralizar y regular la sucesión de los territorios de los nobles de alto rango.

## Títulos y cargos
- Señor consorte de Barcial de la Loma (1479)
- Señor consorte de Tordehumos (1479)
- Señor consorte de Guardo (1479)
- Señor consorte de Castrillo (1479)
- Custodio de las Torres y Puertas de Málaga (1487)
- Contino Real (1487)
- Señor de Valdejamuz (en disputa, década de 1480)
- II conde de Luna (1491)

## Matrimonios y descendencia
El conde de Luna contrajo matrimonio en dos ocasiones, reflejando en ambas alianzas la importancia de las estrategias matrimoniales para consolidar el poder territorial de las familias nobles.
En julio de 1479, se casó con Mencía de la Vega y Sandoval (c. 1450-e/ septiembre y diciembre de 1514), lo que le permitió adquirir posesiones estratégicas en la región, como la villa de Barcial de la Loma y su fortaleza, así como las localidades de Tordehumos, Guardo y Castrillo, nieta paterna o de Diego Gómez de Sandoval y Rojas, I conde de Castrojeriz, o de Gómez de Sandoval, adelantado mayor de Castilla. Sin embargo, este matrimonio generó tensiones familiares considerables, ya que su padre, Diego Fernández de Quiñones, desaprobaba la unión debido a la juventud del conde y al matrimonio anterior de Mencía con Pedro de Mendoza. Estas objeciones quedaron reflejadas en el testamento de su padre, en el cual se menciona explícitamente la "desobediencia" de Bernardino. Posteriormente, la unión fue anulada por varios factores, entre ellos la existencia de un grado de consanguinidad entre ambos, lo cual permitía legalmente la nulidad en aquella época.
En 1488, tras la anulación de su primer matrimonio, el conde contrajo segundas nupcias con Isabel Osorio, hermana del marqués de Astorga, fortaleciendo así la alianza entre las familias Quiñones y Osorio. Este enlace fue políticamente ventajoso, ya que los Osorio eran una de las familias más influyentes de la región de León, y esta unión aseguraba una red de apoyo y consolidación territorial en un momento en el que los Reyes Católicos buscaban centralizar su poder. De esta unión nacieron tres hijos:
- Francisco, quien le sucedió como III conde de Luna y asumió la responsabilidad de continuar el legado familiar. Francisco se mantuvo cercano a la corte, siguiendo la lealtad y administración territorial establecidas por sus antecesores.
- María, de quien se tienen pocos datos, aunque se sabe que participó en alianzas familiares posteriores, fortaleciendo los vínculos de los Quiñones con otros linajes importantes de la región.[3]
- Bernardina, hija póstuma, nacida poco después de la muerte de su padre en 1492. Su nacimiento aseguraba la continuidad de la línea directa del conde en un momento delicado para la sucesión familiar.[21]

El matrimonio con Isabel Osorio y la descendencia resultante consolidaron una alianza entre la Casa de Quiñones y la familia Osorio, fortaleciendo la posición del linaje en la corte castellana y asegurando la estabilidad del patrimonio y derechos territoriales. La descendencia legítima establecida por el segundo matrimonio garantizó una sucesión sin disputas internas, clave para la permanencia de la influencia de los Quiñones en Castilla.